# Mike Garrett
Michael Lockett Garrett (12 de abril de 1944, Los Angeles, Califórnia), mais conhecido como Mike Garrett, é um ex-jogador profissional de futebol americano estadunidense que atuou na posição de running Back na National Football League de 1966 a 1973. Garrett foi campeão da Super Bowl IV jogando pelo Kansas City Chiefs em 1970.